# Otjakiv
Otjakiv (ukrainska: Очаків lyssna (fil); ryska: Очаков, Otjakov) är en hamnstad i Mykolajiv oblast i södra Ukraina. Staden ligger på nordsidan av Dnipro-Buh-estuariets mynning mot Svarta havet. Otjakiv beräknades ha 13 663 invånare i januari 2022.

## Historia
Troligen existerade en grekisk koloni på platsen för dagens Otjakiv på 600-talet f.Kr. och 500-talet f.Kr. Den grekiska staden på platsen, Alektor, blev under det första århundradet före vår tideräkning en romersk koloni. Senare befolkades staden främst av rumäner, som kallade staden Vozia. Efter 1261 fick den italienska staden Genua handelsrätt på Svarta havet och anlade fästningen Lerich nära staden. På 1200-talet styrdes området i övrigt av folket brodniki, som samarbetade med Mongolväldet. I början av 1400-talet ställde sig genuesarna under beskydd av de allierade Alexander den gode av Moldavien och den litauiske storfursten Vytautas den store. De anlade intill Alektors ruiner en fästning som i ryska krönikor kallas Dasjev. Genuesarna förlorade 1455 sin fästning till Moldavien. På platsen för Dasjev anlade  krimtatarerna år 1492 en ny fästning med namnet Özi. Namnet kommer från det turkiska namnet på den befästa bosättningen, Achi-Kale, som uppstod sedan turkarna år 1502 hade tagit makten över tatarerna. 
År 1709 under det Stora nordiska kriget, efter nederlaget vid Poltava och en natts vila i Novi Sanzjary fördes Karl XII över Dnjepr och vidare söderut mot Otjakiv. Han korsade Södra Bug den 8 juli och togs vänligt emot av paschan i den turkiska gränsfästningen. Turkarna ville ändå inte ha svenskarna så nära sin östra gräns utan tvingade dem den 14 juli att fortsätta färden till staden Bender.
Under det Rysk-turkiska kriget (1735–1739) erövrade ryska trupper Otjakiv 1737 men återlämnade staden två år senare. Erövringen bildar bakgrunden i en  av Baron von Münchhausens berättelser. Ryska trupper belägrade Otjakiv också år 1771 utan resultat. I det rysk-turkiska kriget (1787–1792) belägrades och erövrades fästningen i december 1788. I fördraget i Iași 1792 avstod Turkiet Otjakiv till Ryssland och staden fick det ryska namnet Otjakov. Under Krimkriget 1855 bombarderades fästningen Otjakiv av den engelsk-franska flottan och revs sedan. Efter kriget återuppbyggdes befästningarna. I slutet av första världskriget var staden en del av den Ukrainska folkrepubliken men från januari 1918 ingick den i Sovjetunionen. Under Andra världskriget ockuperades Otjakiv av tyska trupper från den 21 augusti 1941 till den 30 mars 1944. I det ryska angreppet på Ukraina år 2022 led staden som andra ukrainska orter men särskilt från sommaren 2023 då ryska trupper besköt staden nästan dagligen.

## Ekonomi
Otjakiv är en hamnstad och har alltid varit ett viktigt handels- och fiskecentrum. Industrin består av fiskeindustri, vintillverkning och sömnadsindustri.

## Bildgalleri

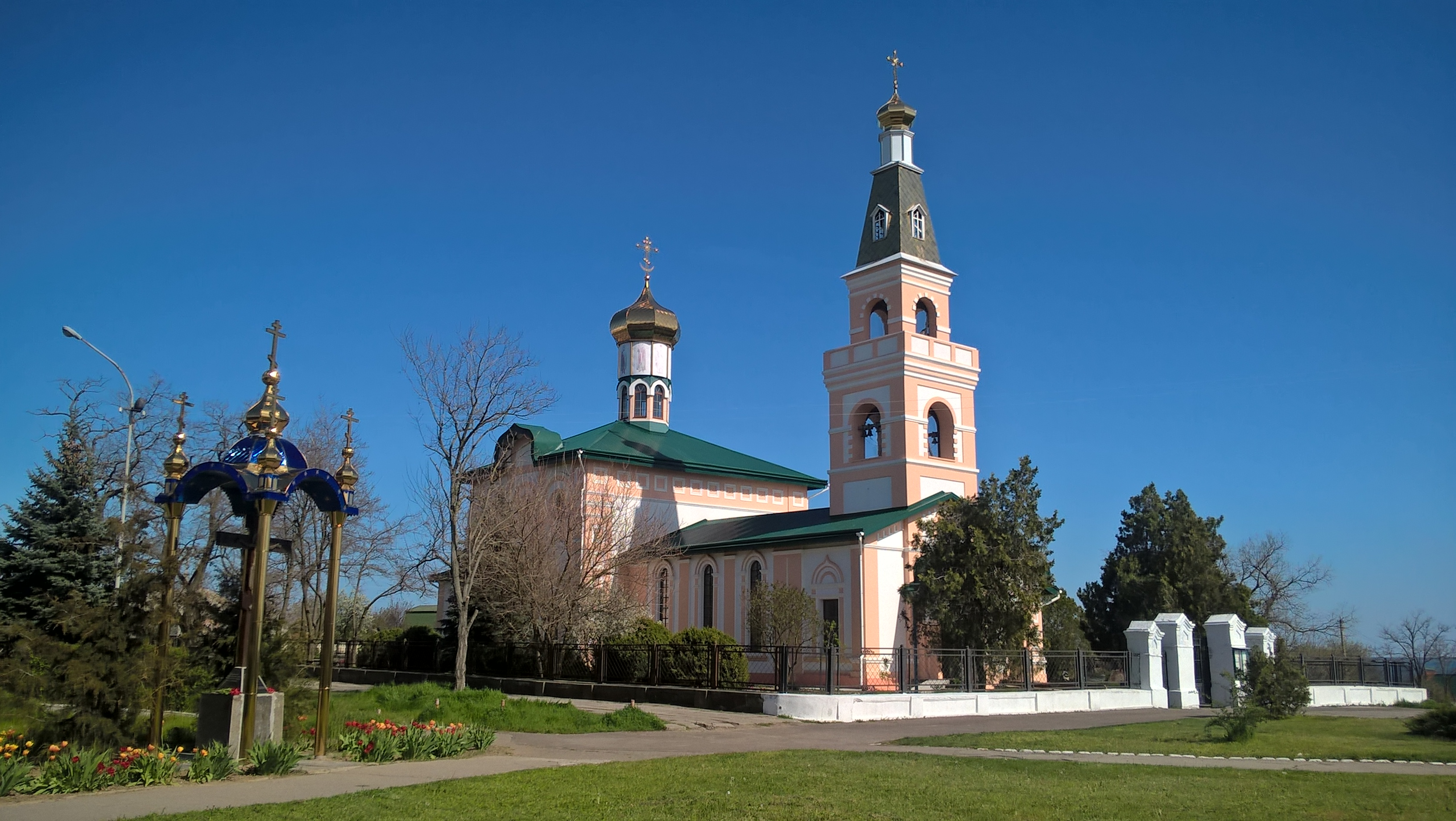
St. Nikolaikyrkan.
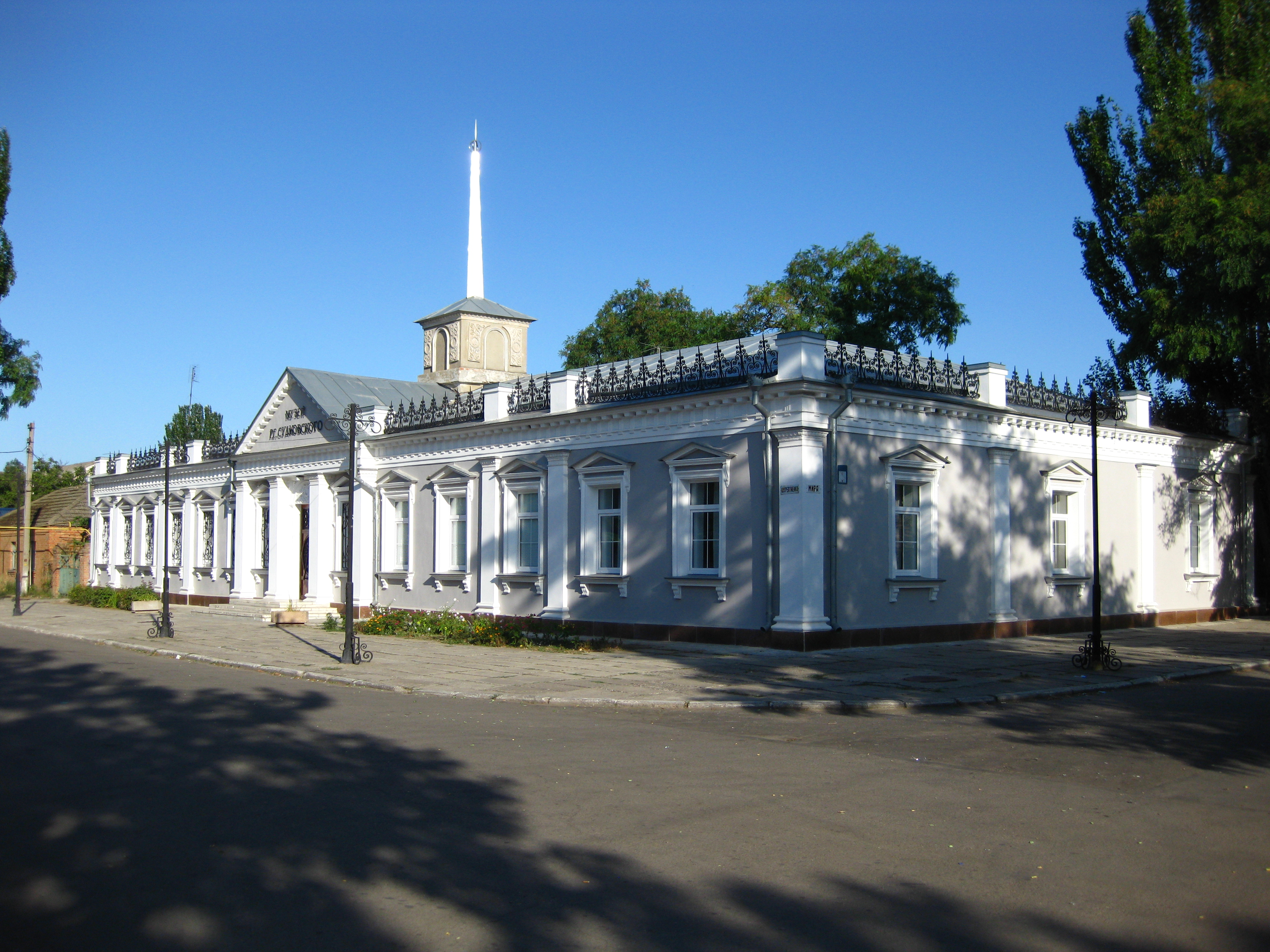
Sudkovskymuseet.
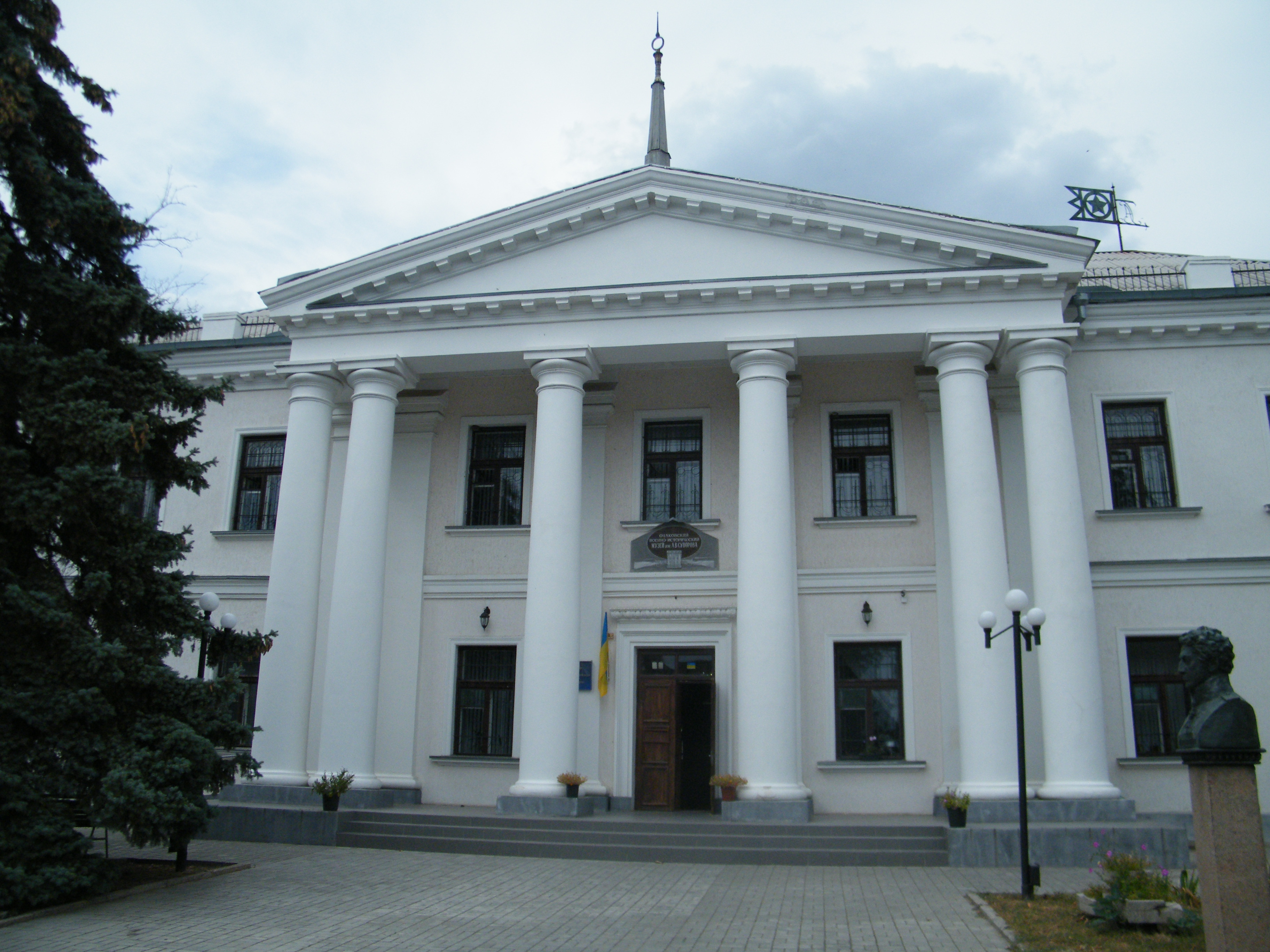
Militärhistoriska museet.